# برونتي وآسترابي
برونتي وآسترابي (باليونانية: Βροντη وΑστραπη) بمعنى الرعد والبرق وبحسب الميثولوجيا الإغريقية القديمة هما معبودتين للالرعد والبرق.

## في الأسطورة
هما معبودتان تمثلان الرعد والبرق، ووزيرتا ملك الآلهة زيوس، الذي كان أيضًا إله الطقس. تعتبر برونتي وآسترابي الهتان في الأساطير الأحدث، لكنهما لعبتا الدور نفسه الذي لعبهما الصقلوبان الأكبران برونتي وآسترابي.